# Salón de la Fama del Baloncesto
El Salón de la Fama del Baloncesto (nombre completo Naismith Memorial Basketball Hall of Fame), con sede en el 1000 Hall of Fame Avenue de la ciudad de Springfield (Massachusetts), reconoce y premia a jugadores que han demostrado una gran destreza y popularidad en el baloncesto a lo largo de su carrera, a entrenadores y a árbitros con una gran contribución al mundo de este deporte. Algunos equipos completos también se hallan en el Hall of Fame, como los Harlem Globetrotters.
Se creó en 1959, y la construcción del museo se acabó el 17 de febrero de 1968 en Springfield, Massachusetts. En 1985 el edificio se trasladó a otra zona de Springfield, cerca del centro, en la orilla este del río Connecticut. Lleva el nombre del canadiense James Naismith, el inventor del baloncesto.
El 28 de septiembre de 2002 el Salón de la Fama de Baloncesto se trasladó de nuevo a su tercer hogar, un edificio de 45 millones de dólares y 7400 m^2

## Miembros
A comienzos del año 2016 (contabilizada hasta la temporada 2014), el Salón de la Fama cuenta con 347 miembros. De ellos 167 jugadores, 95 entrenadores, 61 como colaboradores, 14 árbitros y 10 equipos. John Wooden, Lenny Wilkens, Bill Sharman y Tom Heinsohn son los únicos que han sido incluidos como jugadores y como entrenadores.
En 2014, se incorporaron a este selecto club David Stern y Nat Clifton (colaboradores); Alonzo Mourning, Mitch Richmond, Guy Rodgers, y Sarunas Marciulionis (jugadores); Nolan Richardson, Gary Williams y Bob Leonard (entrenadores); y el equipo de la Immaculata University.
La página oficial del Hall of Fame (web NBA) declara que incluye un total de 338 nombres entre las temporadas 1959 y 2014, repartidos en cinco grupos, de los cuales cuatro corresponden a nominaciones individuales, y la quinta a equipos:
- Coach (Entrenador): 95
- Contributor (Colaborador): 61
- Player (Jugador): 167
- Referee (Árbitro): 14
- TOTAL: 337

(NOTA: Hecho el recuento de los nombres contenidos en la lista, en realidad son 337 en vez de los 338 anunciados en la página web)
- TEAM (EQUIPO): 10